# Chanson d'Antioche
La Chanson d'Antioche es un cantar de gesta francés de unos 9.000 versos alejandrinos.
Esta composición literaria tiene como argumento el Sitio de Antioquia, ocurrido durante la Primera Cruzada entre 1097 y 1098.
Junto con la Chanson de Jérusalem y Les chétifs ("Los cautivos") forma el llamado Primer ciclo de la cruzada.

## Edición
Fue editada por primera vez por Paulin Paris (1848). Las ediciones más modernas son las siguientes
- Suzanne Duparc-Quioc (ed.), La Chanson de Antioche. I. Édition du texte de después de la versión ancienne. II. Étude critique. Paris: Paul Geuthner, 1977-1978, 2 vol.
- Bernard Guidot (ed.), La chanson de Antioche, chanson de geste du dernier cuarto du XII siècle. Nouvelle edición, traducción, presentación te notas par ... , Paris: Champion, 2011, 1136 p.

### Traducción al inglés
- The Chanson de Antioche, en Old French Account of the First Crusade traslado by Susan B. Edgington y Carol Sweetenham. Farnham: Ashgate, 2011